# Adolf von Tutschek
Adolf Ritter von Tutschek, né le 16 mai 1891 Ingolstadt et mort au combat le 15 mars 1918 est un soldat de métier devenu aviateur durant la Première Guerre mondiale. Alors que la stratégie aérienne allemande s'oriente vers une concentration de la puissance aérienne, on lui confie l'une des premières unités de chasse du monde. Avec ses 27 victoires, il est des meilleurs as allemands de la guerre.

## Jeunesse et service dans l'infanterie
Adolf Tutschek nait à Ingolstadt le 16 mai 1891. Il est le fils de Karl Tutschek, médecin en chef de l'Académie militaire royale bavaroise (de). Le jeune Adolf fréquente le lycée Sainte-Anne d'Augsbourg (de) jusqu'en 1910, puis rejoint l'école royale des cadets de Bavière. Après avoir obtenu son diplôme en octobre 1912, il rejoint le 3e régiment d'infanterie royal bavarois (de) en tant que Fahnenjunker (aspirant officier). Il est ensuite nommé Leutnant. Il commence son service sur le terrain pendant la Première Guerre mondiale avec le 40e régiment des fusiliers dans les Vosges, mais il est rapidement transféré au 3e régiment d'infanterie bavarois (à partir de mars 1915, il fait partie de la 11e division division d'infanterie bavaroise), d'abord comme adjudant du 2e bataillon, puis comme chef de compagnie en France, en Galice, en Pologne et en Serbie. En mai 1915, à Gorlice, en Pologne, il est blessé au pied par l'éclat d'une grenade à main.
Le 10 août 1915, il dirige deux compagnies d'infanterie bavaroise dans un assaut contre un bastion russe près de Petryłów ; sous sa direction, les Bavarois résistent à des contre-attaques répétées. Sa bravoure dans cette bataille est récompensée le 25 février 1916 par l'attribution de l'Ordre militaire de Maximilien-Joseph de Bavière. L'ordre militaire le plus élevé de son royaume le récompense par un brevet de noblesse à vie, signifié par l'insertion de l'expression « Ritter von » dans son nom. Cela lui accorde également une pension à vie. Au début de 1916, il est promu Oberleutnant. En mars 1916, il est gravement blessé par des gaz toxiques pendant la bataille de Verdun. Dès son rétablissement, il demande à suivre une formation de pilote.

## Service aérien
En juillet 1916, Adolf Ritter von Tutschek suit une école de pilotage à Schleißheim avec le Fliegerersatz-Abteilung 1 (détachement de remplacement 1). En octobre 1916, il retourne au front en volant d'abord avec le Flieger-Abteilung 6b (détachement d'aviateurs 6b), une unité de repérage d'artillerie.
Il est ensuite affecté au pilotage de chasseurs monoplaces au sein du Jagdstaffel 2 (escadron de chasseurs 2) en janvier 1917. Au cours des trois mois suivants, il effectue 140 sorties, revendique sept victoires et en voit trois confirmées. Sa première victoire, le 6 mars 1917, est remportée sur l'Airco DH.2 de l'as de l'aviation, le Lieutenant Maxmillian Mare-Montembault (en) du No. 32 Squadron RFC (en), qui est abattu et capturé.
Le 28 avril, Adolf Ritter von Tutschek prend le commandement du Jagdstaffel 12 prussien basé à Epinoy, à la suite du décès de son commandant,. L'un des pilotes de cette unité est le futur commandant et as du Jagdstaffel 52, Paul Billik. Sa nomination est inhabituelle, car le Jagdstaffel est prussien et Adolf est bavarois. Le 30 avril, il dissipe toute suspicion des Prussiens à l'égard des Bavarois en sprintant jusqu'à son avion à travers les ombes qui tombent lors d'un raid sur leur terrain d'aviation ; il s'envole et mène une poursuite nocturne des bombardiers. Il abat l'un des avions, un Royal Aircraft Factory FE.2b du No. 57 Squadron (en), remportant ainsi une victoire lors de son premier vol avec ce nouveau commandement.
La livrée personnelle de son avion est le noir d'encre, avec une hélice blanche et un fond blanc carré pour les croix de Malte qui figurent sur l'empennage,.
En mai, il est crédité d'avoir abattu un trio de Sopwith Pup du No. 3 Naval Squadron RNAS. Cependant, sa victime du 11 mai s'est remise d'une vrille apparemment incontrôlable et est rentrée à la base malgré une balle dans la bouche.
Le 20 mai, il remporte sa dixième victoire lors d'un long duel avec un SPAD du No. 23 Squadron RFC, qui s'écrase en flammes.
Le 26 mai, il part en permission, et de retour le 26 juin, il attaque deux Sopwith 1½ Strutter, mais la riposte endommage son Albatros et l'oblige à atterrir. Le 29 juin, lors d'un combat contre les Nieuport du No. 60 Squadron RAF (en), son moteur est à nouveau endommagé et il est contraint d'atterrir près de Cantin.
Il remporte sa 11e victoire en juillet. Le 15, il abat le lieutenant GAH Parkes, l'un des camarades du capitaine Billy Bishop et membre du No. 60 Squadron, ce qui l'amène à 16e victoire. Le 28, lors d'une sortie matinale, il abat l'as anglais Edward Crundall (en) qui possède 7 victoires et qui est flight lieutenant dans No. 8 Naval Squadron. Ce dernier survit. Dans l'après-midi, il abat un autre as, le capitain John Henry Tudhope (en) (10 victoires) du No. 40 Squadron, qui revient à sa base avec son avion endommagé.
Le 11 juillet, il est décoré de l'Ordre de Hohenzollern. Le 3 août 1917, après 21 victoires, il reçoit la première décoration allemande pour la valeur, le Pour le Mérite.
Le 11 août 1917, après sa 23e victoire, Adolf Ritter von Tutschek est gravement blessé à l'épaule par le Flight lieutenant Charles Dawson Booker du No. 8 Naval Squadron,. Si Viktor Schobinger (en) n'était pas intervenu et n'avait pas abattu Booker, Adolf aurait probablement été tué.
Avec son omoplate inférieure droite brisée, il met six mois à se rétablir et consacre ce temps à la rédaction d'un mémoire sur ses expériences de vol, Stürme und Luftsiege (attaques et victoires aériennes). Ses lettres éditées seront également publiées plus tard.

## Commandement et mort
Revenu au service actif en février 1918, le Hauptmann von Tutschek se voit confier le commandement du nouveau Jagdgeschwader II, composé de quatre Jagdstaffeln - le Jagdstaffel 13, Jagdstaffel 15, le Jagdstaffel 19, ainsi que le Jagdstaffel 12,. Il doit relever le défi d'équiper et de doter en personnel une nouvelle organisation ; il exprime dans son journal son insatisfaction quant aux progrès réalisés. La nouvelle unité manque d'avions, de pièces et de carburant et doit faire face à un Royal Flying Corps numériquement supérieur.
L'une de ses conditions préalables est d'avoir un nouvel avion à piloter. Il est ravi de son tout nouveau triplan Fokker Dr.I. Il le pilote pour la première fois le 17 février 1918. Il s'extasie dans son journal : « C'est une machine formidable, qui grimpe de façon extraordinaire ». Il le pilote pour remporter les quatre dernières victoires de sa carrière, le 26 février, et le 1er (un ballon), le 6 et 10 mars.
Le dernier jour de février, il survit de justesse à une collision en vol avec le lieutenant Paul Blumenbach qui est aux commandes d'un autre triplan. Les deux pilotes parviennent à faire atterrir leurs appareils endommagés en toute sécurité.
Le 15 mars 1918, le lieutenant Harold Redler (en), futur as sud-africain aux 10 victoires du No. 24 Squadron RFC (en), abat Adolf Ritter von Tutschek,. L'Allemand tombe en vrille avec son triplan vert (SNo.404/17), hors de contrôle. Deux versions des évènements qui suivent existent.
Une version de sa mort indique que lorsqu'on le retrouve, il a toujours son chiffon d'essuyage glissé dans sa boutonnière et sous son harnais de sécurité ; comme il a l'habitude d'essuyer ses lunettes avant de partir au combat, on en déduit qu'il a été abattu par surprise.
Une deuxième version, moins probable, prétend que l'une des balles d'Harold Redler a entaillé la tête d'Adolf et que la blessure l'a fait atterrir. Il aurait fait signe à ses ailiers alors qu'ils tournent autour de lui, mais aurait été retrouvé mort à côté de son avion.
Ses 27 victoires représentent un quart des 104 victoires de se escadron, le Jagdstaffel 12 (24 avec le Jagdstaffel 12 ou le Jagdgeschwader II).

## Décorations et récompenses
- Ordre militaire de Maximilien-Joseph de Bavière (25 février 1916)
- Croix de fer de 1914, 1re et 2e classe
- Croix de chevalier de l'ordre de Hohenzollern avec épées (11 juillet 1917)
- Pour le Mérite (3 août 1917)
- Ordre du Mérite militaire, 3e classe avec couronne et épées (Bavière)

## Liste des victoires aériennes
Ses victoires sont rapportées dans l'ordre chronologique, qui n'est pas nécessairement l'ordre ou les dates où les victoires ont été confirmées par le quartier général. Les pilotes abattus sont mentionnés avant leurs observateurs aériens.
Cette liste est complète pour les entrées, mais évidemment pas pour tous les détails. Les données de base ont été extraites de Above the Lines: The Aces and Fighter Units of the German Air Service, Naval Air Service and Flanders Marine Corps, 1914–1918 ,  (ISBN 978-0-948817-73-1), p. 219 ; Under the Guns of the Kaiser's Aces: Bohme, Muller, von Tutschek and Wolff: The Complete Records of Their Victories and Victims ,  (ISBN 9781904010029), p. 100–137 ; et la page Web de l'Aérodrome sur Adolf Ritter von Tutschek.
| No.          | Date            | Heure   | Avion ennemi                  | Unité                                            | Localisation              | Victimes |
| ------------ | --------------- | ------- | ----------------------------- | ------------------------------------------------ | ------------------------- | --- |
| 1            | 6 mars 1917     | 16 h 30 | Airco DH.2                    | No. 32 Squadron RFC (en)                         | Beugny                    | As Maxmillian Mare-Montembault (en) (prisonnier de guerre)                                                                                              |
| 2            | 31 mars 1917    | 9 h 0   | Nieuport                      |                                                  | Nord-est de Lens          | Identification incertaine |
| 3            | 6 avril 1917    | 8 h 30  | Royal Aircraft Factory F.E.2d | No. 57 Squadron RFC (en)                         | Anneux                    | Raymond Schreiber, Martin Lewis (prisonnier de guerre). Werner Voss perd à pile ou face pour revendiquer cette victoire.                                |
| 4            | 30 avril 1917   | 7 h 55  | Royal Aircraft Factory F.E.2d | No. 18 Squadron RFC (en)                         | Izel-lès-Hameau           | Edward Jennings, John Robinson Lingard (prisonnier de guerre)                                                                                           |
| 5            | 1er mai 1917    | 11 h 40 | Sopwith Pup                   | No. 3 Naval Squadron RNAS                        | Cantaing-sur-Escaut       | Arthur Mather (prisonnier de guerre) |
| 6            | 4 mai 1917      | 20 h 40 | Sopwith Pup                   | No. 3 Naval Squadron RNAS                        | Baralle                   | Harry Murton (prisonnier de guerre) |
| Non confirmé | 10 mai 1917     | 13 h 20 | Sopwith Pup                   |                                                  | Ouest de Monchy           | Victime non identifiée |
| 7            | 11 mai 1917     | 15 h 40 | Sopwith Pup                   | No. 3 Naval Squadron RNAS                        | Fontaine-lès-Croisilles   | Hubert Broad (mort au combat), s'est écrasé derrière les lignes amies.                                                                                  |
| 8            | 12 mai 1917     | 10 h 50 | Sopwith Pup                   | No. 66 Squadron RFC (en)                         | Baralle                   | John Ross Robertson (mort au combat) |
| 9            | 19 mai 1917     | 9 h 5   | Sopwith Triplan               | No. 1 Naval Squadron RNAS (en)                   | Dury                      | Geoffrey Bowman (mort au combat) |
| 10           | 20 mai 1917     | 11 h 10 | SPAD S.VII                    | No. 23 Squadron RFC                              | Riencourt                 | Hyde Garrett (mort au combat) |
| 11           | 3 juillet 1917  | 10 h 30 | Sopwith 1½ Strutter           |                                                  | Nord de Vaulx             | Victime non identifiée |
| 12           | 11 juillet 1917 | 18 h 15 | Royal Aircraft Factory R.E. 8 | No. 5 Squadron RFC (en)                          | Thélus                    | Victime non identifiée |
| 13           | 11 juillet 1917 | 18 h 45 | Royal Aircraft Factory F.E.2d | No. 25 Squadron RFC (en)                         | Monchy                    | Frederick Sargant (mort au combat). Frederick Sargant blessé. Lui et James Herbert Kirk réchappent du crash et retournent dans les lignes britanniques. |
| 14           | 12 juillet 1917 | 18 h 0  | Ballon d'observation          | Section 36, 16e compagnie, 1re escadre de ballon | Nord-ouest de Lens        | |
| 15           | 13 juillet 1917 | 8 h 0   | Martinsyde G.102              | No. 27 Squadron RFC (en)                         | Nœux-les-Mines            | Harold Wilkins s'écrase indemne dans les lignes britanniques.                                                                                           |
| 16           | 15 juillet 1917 | 20 h 25 | Nieuport 23                   | No. 60 Squadron RFC (en)                         | Sud de Douai              | Gerald Parkes (prisonnier de guerre) |
| 17           | 21 juillet 1917 | 21 h 30 | Nieuport 27                   | No. 40 Squadron RFC                              | Sud de Mœuvres            | Frederick Rook (mort au combat) |
| 18           | 23 juillet 1917 | 17 h 55 | Ballon d'observation          | 20th Section, Kite Ballon Wing, RFC              | Neuville                  | Pas de victime |
| 19           | 28 juillet 1917 | 7 h 30  | Sopwith Triplan               | No. 8 Naval Squadron RNAS                        | Méricourt                 | Le futur as Edward Crundall (en) se rétablit au niveau de la cime des arbres et rentre chez lui en sautillant.                                          |
| 20           | 28 juillet 1917 | 10 h 40 | Nieuport 17                   | No. 40 Squadron RFC                              | Nord-est de LEns          | Le futur as John Henry Tudhope (en) revient indemne mais avec un avion endommagé.                                                                       |
| 21           | 29 juillet 1917 | 8 h 5   | Royal Aircraft Factory SE.5a  | No. 60 Squadron RFC                              | Hénin-Liétard             | William Henry - tireur (mort au combat) |
| 22           | 11 août 1917    | 9 h 10  | Bristol F.2                   | No. 22 Squadron RFC (en)                         | Est de Biache-Saint-Vaast | Percy Chambers (mort de ses blessures), Walter Richman (blessé au combat et prisonnier de guerre)                                                       |
| 23           | 11 août 1917    | 18 h 30 | Bristol F.2                   | No. 22 Squadron RFC                              | Ouest de Courcelles       | Arthur Ward, Kenneth Holmes (morts au combat) |
| 24           | 26 février 1918 | 11 h 20 | SPAD S.VII                    | No. 23 Squadron RFC                              | Nord-est de Laon          | David Colquhoun Doyle (prisonnier de guerre) |
| 25           | 1er mars 1918   | 8 h 45  | Ballon d'observation          |                                                  | Terny-Sorny               | |
| 26           | 6 mars 1918     | 14 h 45 | Royal Aircraft Factory SE.5a  | No. 24 Squadron RFC (en)                         | Nertancourt               | Arthur Wigan (prisonnier de guerre) |
| 27           | 10 mars 1918    | 17 h 45 | SPAD S.XIII                   | Escadrille Spa.86 (en)                           | Chavignon                 | Eugene Vollod (mort au combat) |